# Trofeu Ramón de Carranza
El Trofeu Ramón de Carranza és un torneig amistós de futbol, organitzat anualment des de 1955 pel Cadis CF al seu estadi homònim Ramón de Carranza.

## Historial
| Edició        | Any  | Equip campió           | 2n classificat         | 3r classificat                  | 4t classificat                  |
| I (1a)        | 1955 | Sevilla                | Atlético de Portugal   | -                               | -                               |
| II (2a)       | 1956 | Sevilla                | Atlètic de Madrid      | -                               | -                               |
| III (3a)      | 1957 | Sevilla FC             | Athletic Club          | Racing de Paris & Os Belenenses | Racing de Paris & Os Belenenses |
| IV (4a)       | 1958 | Reial Madrid           | Sevilla FC             | Austria Viena                   | Roma                            |
| V (5a)        | 1959 | Reial Madrid           | FC Barcelona           | AC Milan                        | Standard de Lieja               |
| VI (6a)       | 1960 | Reial Madrid           | Athletic Club          | Stade de Reims                  | Eintracht Frankfurt             |
| VII (7a)      | 1961 | FC Barcelona           | Peñarol                | River Plate                     | Atlètic de Madrid               |
| VIII (8a)     | 1962 | FC Barcelona           | Reial Saragossa        | Inter                           | San Lorenzo                     |
| IX (9a)       | 1963 | Benfica                | Fiorentina             | FC Barcelona                    | València                        |
| X (10a)       | 1964 | Betis                  | Benfica                | Reial Madrid                    | Boca Juniors                    |
| XI (11a)      | 1965 | Reial Saragossa        | Benfica                | Flamengo                        | Betis                           |
| XII (12a)     | 1966 | Reial Madrid           | Torino                 | Reial Saragossa                 | Corinthians                     |
| XIII (13a)    | 1967 | València               | Reial Madrid           | Peñarol                         | Vasco da Gama                   |
| XIV (14a)     | 1968 | Atlètic de Madrid      | FC Barcelona           | Reial Madrid                    | València                        |
| XV (15a)      | 1969 | Palmeiras              | Reial Madrid           | Estudiantes                     | Atlètic de Madrid               |
| XVI (16a)     | 1970 | Reial Madrid           | CA Independiente       | Milan                           | Athletic Club                   |
| XVII (17a)    | 1971 | Benfica                | Peñarol                | València                        | Atlètic de Madrid               |
| XVIII (18a)   | 1972 | Athletic Club          | Benfica                | Botafogo                        | Bayern de Múnic                 |
| XIX (19a)     | 1973 | RCD Espanyol           | Athletic Club          | Ajax                            | Juventus                        |
| XX (20a)      | 1974 | SE Palmeiras           | RCD Espanyol           | FC Barcelona                    | Santos FC                       |
| XXI (21a)     | 1975 | SE Palmeiras           | Reial Madrid           | Dinamo de Moscou                | Reial Saragossa                 |
| XXII (22a)    | 1976 | Atlètic de Madrid      | Athletic Club          | SE Palmeiras                    | Nacional de Montevideo          |
| XXIII (23a)   | 1977 | Atlètic de Madrid      | Inter de Milà          | Vasco da Gama                   | Cadis CF                        |
| XXIV (24a)    | 1978 | Atlètic de Madrid      | CA River Plate         | València CF                     | Bolonia FC                      |
| XXV (25a)     | 1979 | CR Flamengo            | Újpesti Dózsa          | FC Barcelona                    | Cadis CF                        |
| XXVI (26a)    | 1980 | CR Flamengo            | Reial Betis            | FC Dinamo Tbilisi               | Cadis CF                        |
| XXVII (27a)   | 1981 | Cadis CF               | Sevilla FC             | CSKA Sofia                      | SE Palmeiras                    |
| XXVIII (28a)  | 1982 | Reial Madrid           | Reial Societat         | Reial Betis                     | Cadis CF                        |
| XXIX (29a)    | 1983 | Cadis CF               | Reial Betis            | CA Peñarol                      | PFC Levski Sofia                |
| XXX (30a)     | 1984 | Sporting de Gijón      | Athletic Club          | Cadis CF                        | FC Barcelona                    |
| XXXI (31a)    | 1985 | Cadis CF               | Gremio de Porto Alegre | Sevilla FC                      | FK Sarajevo                     |
| XXXII (32a)   | 1986 | Cadis CF               | Reial Betis            | Botafogo FR                     | Sporting de Lisboa              |
| XXXIII (33a)  | 1987 | Vasco da Gama          | Cadis CF               | Nacional de Montevideo          | Sevilla FC                      |
| XXXIV (34a)   | 1988 | Vasco da Gama          | Atlètic de Madrid      | Cadis CF                        | CA Peñarol                      |
| XXXV (35a)    | 1989 | Vasco da Gama          | Nacional de Montevideo | Atlètic de Madrid               | Cadis CF                        |
| XXXVI (36a)   | 1990 | Atlético Mineiro       | Santos FC              | Cadis CF                        | Atlètic de Madrid               |
| XXXVII (37a)  | 1991 | Atlètic de Madrid      | Cadis CF               | Atlético Mineiro                | Sevilla FC                      |
| XXXVIII (38a) | 1992 | São Paulo FC           | Reial Madrid           | PSV Eindhoven                   | Cadis CF                        |
| XXXIX (39a)   | 1993 | Cadis CF               | SE Palmeiras           | Atlètic de Madrid               | São Paulo FC                    |
| XL (40a)      | 1994 | Cadis CF               | Sevilla FC             | Reial Madrid                    | SSC Nápoles                     |
| XLI (41a)     | 1995 | Atlètic de Madrid      | Reial Betis            | Cadis CF                        | Reial Saragossa                 |
| XLII (42a)    | 1996 | SC Corinthians         | Reial Betis            | Atlético Celaya                 | Cadis CF                        |
| XLIII (43a)   | 1997 | Atlètic de Madrid      | CD Tenerife            | SC Corinthians                  | Cadis CF                        |
| XLIV (44a)    | 1998 | Deportivo de la Coruña | Cadis CF               | UC Sampdoria                    | Reial Betis                     |
| XLV (45a)     | 1999 | Reial Betis            | SS Lazio               | Cadis CF                        | Vasco da Gama                   |
| XLVI (46a)    | 2000 | Reial Betis            | Cadis CF               | -                               | -                               |
| XLVII (47a)   | 2001 | Reial Betis            | Màlaga CF              | Celta de Vigo                   | Cadis CF                        |
| XLVIII (48a)  | 2002 | RCD Mallorca           | València CF            | Reial Betis                     | Cadis CF                        |
| XLIX (49a)    | 2003 | Atlètic de Madrid      | Màlaga CF              | Reial Betis                     | Cadis CF                        |
| L (50a)       | 2004 | Sevilla FC             | València CF            | Cadis CF                        | SS Lazio                        |
| LI (51a)      | 2005 | FC Barcelona           | Cadis CF               | Sporting de Braga               | Sevilla FC                      |
| LII (52a)     | 2006 | Cadis CF               | Reial Betis            | Vila-real CF                    | Reial Madrid                    |
| LIII (53a)    | 2007 | Reial Betis            | Reial Saragossa        | Reial Madrid                    | Cadis CF                        |
| LIV (54a)     | 2008 | Sevilla FC             | Cadis CF               | Athletic Club                   | Vila-real CF                    |
| LV (55a)      | 2009 | Sevilla FC             | Deportivo de La Coruña | Cadis CF                        | València CF                     |
| LV (56a)      | 2010 | RCD Espanyol           | Atlètic de Madrid      | Sevilla FC                      | Cadis CF                        |